# Nati nel 1612
| Questa pagina contiene informazioni ricavate automaticamente dalle voci biografiche con l'ausilio del template Bio e di un bot. L'aggiornamento è periodico e automatico e ricostruisce completamente la pagina. Se manca una persona in questa lista, sei pregato di non aggiungerla, ma accertati piuttosto che la sua voce biografica contenga il template Bio e che i dati anagrafici siano correttamente compilati. Se il template Bio manca, inseriscilo tu stesso o, in alternativa, metti l'avviso {{tmp\|Bio}} che ne segnala la mancanza. Se i dati riportati sono sbagliati, correggi direttamente la voce biografica; le modifiche saranno visibili in questa lista entro pochi giorni. Per chiarimenti vedi il progetto biografie. La lista contiene solo le 91 persone che sono citate nell'enciclopedia e per le quali è stato implementato correttamente il template Bio. Pagina aggiornata al 10 ago 2025. |

## Gennaio(4)
- 5 gennaio - Giovanni Stefano Danedi, pittore italiano († 1690)
- 8 gennaio - Raffaele Soprani, storico, pittore e politico italiano († 1672)
- 12 gennaio - Thomas Fairfax, III lord Fairfax di Cameron, generale inglese († 1671)
- 21 gennaio - Enrico Casimiro I di Nassau-Dietz, conte († 1640)

## Febbraio(7)
- 6 febbraio - Antoine Arnauld, teologo, filosofo e matematico francese († 1694)
- 7 febbraio - Thomas Killigrew, drammaturgo e impresario teatrale britannico († 1683)
- 9 febbraio - Pier Francesco Mola, pittore svizzero († 1666)
- 10 febbraio - Johannes von Goes, cardinale e vescovo cattolico austriaco († 1696)
- 15 febbraio - Paul Chomedey de Maisonneuve, militare francese († 1676)
- 21 febbraio - Lorenzo Imperiali, cardinale italiano († 1673)
- 22 febbraio - George Digby, II conte di Bristol, nobile, politico e diplomatico inglese († 1677)

## Marzo(4)
- 1º marzo - Orazio Capuana Yaluna, poeta italiano († 1691)
- 20 marzo - Anne Bradstreet, poetessa statunitense († 1672)
- 24 marzo - Giovanna Dorotea di Anhalt-Dessau, nobile († 1695)
- 31 marzo - Gioacchino Ernesto di Oettingen-Oettingen, nobile tedesco († 1658)

## Aprile(4)
- 6 aprile - James Stewart, I duca di Richmond, nobile e politico inglese († 1655)
- 10 aprile - Lorenzo Brancati, cardinale e teologo italiano († 1693)
- 16 aprile - Abraham Calovius, teologo e filosofo polacco († 1686)
- 28 aprile - Odoardo I Farnese, duca († 1646)

## Maggio(6)
- 6 maggio - Francesco Giuseppe Bressani, gesuita, missionario e geografo italiano († 1672)
- 13 maggio - Giulio Spinola, cardinale e arcivescovo cattolico italiano († 1691)
- 17 maggio - Jan Meyssens, pittore, incisore e editore fiammingo († 1670)
- 20 maggio - Bonifacio Agliardi, vescovo cattolico italiano († 1667)
- 25 maggio - Giovanni Alberto Vasa, cardinale e vescovo cattolico polacco († 1634)
- 31 maggio - Margherita de' Medici, duchessa († 1679)

## Giugno(4)
- 6 giugno - Agostino Oldoini, gesuita, storico e bibliografo italiano († 1683)
- 7 giugno - Giovambattista Falvo, vescovo cattolico italiano († 1675)
- 23 giugno - Iulius Georgius Schottelius, scrittore tedesco († 1676)
- 23 giugno - André Tacquet, matematico belga († 1660)

## Luglio(2)
- 9 luglio - Francesco Fracanzano, pittore italiano († 1656)
- 27 luglio - Murad IV, sultano ottomano († 1640)

## Agosto(5)
- 2 agosto - Saskia van Uylenburgh, olandese († 1642)
- 12 agosto - Giovanna Gonzaga, nobildonna italiana († 1688)
- 17 agosto - Jeremi Michał Wiśniowiecki, generale polacco († 1651)
- 25 agosto - Filippo Maria Bonini, presbitero, scrittore e storico italiano († 1677)
- 28 agosto - Giovan Battista Bolognini, pittore e incisore italiano († 1688)

## Settembre(1)
- 1º settembre - Nicolas Chorier, avvocato, scrittore e storico francese († 1692)

## Ottobre(8)
- 6 ottobre - Ludovico Marracci, presbitero, traduttore e orientalista italiano († 1700)
- 6 ottobre - Claudia Francesca di Lorena, nobile francese († 1648)
- 13 ottobre - Giacinto Platania, pittore, decoratore e ingegnere italiano († 1691)
- 15 ottobre - Anton Deusing, medico, matematico e astronomo tedesco († 1666)
- 19 ottobre - Nicolas Chaperon, pittore e incisore francese († 1656)
- 20 ottobre - Caterina di Waldeck, nobildonna tedesca († 1649)
- 25 ottobre - James Graham, I marchese di Montrose, nobile e ufficiale scozzese († 1650)
- 27 ottobre - Maddalena Sibilla di Brandeburgo-Bayreuth († 1687)

## Novembre(5)
- 7 novembre - Michał Boym, missionario polacco († 1659)
- 11 novembre - Jean Garnier, gesuita, filologo e storico francese († 1681)
- 11 novembre - Augusto Filippo di Schleswig-Holstein-Sonderburg-Beck, nobile danese († 1675)
- 17 novembre - Dorgon, generale cinese († 1650)
- 17 novembre - Pierre Mignard, pittore francese († 1695)

## Dicembre(3)
- 2 dicembre - David Ryckaert III, pittore fiammingo († 1661)
- 5 dicembre - Giacomo Franzoni, cardinale e vescovo cattolico italiano († 1697)
- 12 dicembre - Janusz Radziwiłł, sovrano lituano († 1655)

## Senza giorno specificato(38)
- Michel Anguier, scultore francese († 1686)
- Asai Ryōi, scrittore giapponese († 1691)
- Leonhard Baldner, naturalista tedesco († 1694)
- Şehzade Bayezid, principe ottomano († 1635)
- Luigi Bernini, architetto, ingegnere e scultore italiano († 1681)
- Baldassarre Bianchi, pittore italiano († 1679)
- John Bond, giurista e religioso inglese († 1676)
- Carlo Bonelli, cardinale e arcivescovo cattolico italiano († 1676)
- Luigi di Borbone-Vendôme, cardinale francese († 1669)
- Abraham Bosschaert, pittore olandese († 1643)
- Simone Cantarini, pittore italiano († 1648)
- Anne Cecil, nobildonna inglese († 1637)
- Louis-Théandre Chartier de Lotbinière, funzionario francese († 1680)
- David Cohen Nassi, mercante e esploratore olandese
- Vincenzo Costaguti, cardinale italiano († 1660)
- Richard Crashaw, poeta inglese († 1649)
- Benjamin Gerritsz. Cuyp, pittore olandese († 1652)
- Giuseppe D'Alesi, condottiero e rivoluzionario italiano († 1647)
- Giovanni Battista Durini, I conte di Monza, nobile e banchiere italiano († 1677)
- Wolfgang Ebner, compositore e organista tedesco († 1665)
- Louis Ferdinand Elle il vecchio, pittore francese († 1689)
- William Gascoigne, astronomo inglese († 1644)
- Gaudenzio da Brescia, teologo italiano († 1672)
- Louis Le Vau, architetto francese († 1670)
- Francesco Maria Maggio, presbitero, orientalista e missionario italiano († 1686)
- Domenico Marolì, pittore italiano († 1676)
- Matteo di San Giuseppe, botanico, medico e linguista italiano († 1691)
- Bernardino Mei, pittore e incisore italiano († 1676)
- Pieter Nason, pittore olandese
- Giulio Maria Odescalchi, vescovo cattolico italiano († 1666)
- Gillis Peeters il Vecchio, pittore e incisore fiammingo († 1653)
- Harmen Steenwijck, pittore olandese († 1656)
- Peter Stuyvesant, politico e mercante olandese († 1672)
- Pietro Testa, pittore italiano († 1650)
- Giuseppe Salinguerra Torelli, nobile italiano († 1652)
- Frans Wouters, pittore fiammingo († 1659)
- Wu Sangui, generale cinese († 1678)
- Giovanni van Houbraken, pittore fiammingo († 1676)